# Асени
Асе́ни или А́сени, иногда Асениды (болг. Асеневци; др.-греч. Ασάνης — Асаны) — династия болгарских царей, между 1187 и 1280 годами.
Династия основана братьями Петром и Иваном Асенем, которые, предположительно, были сыновьями боярина из Болгарии тюркского происхождения Асана (Асеня).
На рубеже 1185 и 1186 годов из-за повышения налогов в Болгарии начинается восстание против Византии, которое возглавили братья. В результате победы восстания было создано Второе Болгарское царство, первыми правителями которого и стали братья. Первые цари из династии Асень носили титул «цари болгар и валахов», в годы наивысшего расцвета государства царь Иван Асень II называл себя «царь болгар, влахов и греков».

## Происхождение
Происхождение династии, особенно национальность трех братьев Асень (Петра, Ивана Асеня и Калояна) остаются предметом дискуссии. Есть три основных гипотезы относительно их происхождения:
1. Валашская теория (румыны или аромуны) — основана на том, что в хрониках прямо говорится о том, что братья — влахи.
2. Болгарская теория — основана на предположении, что братья влахи не по национальности, а выходцы из области Валахия.
3. Тюркская теория (половцы или печенеги) — некоторые имена первых правителей имеют тюркское происхождение. Например, Белгун (прозвище Ивана Асеня) является производным от тюркского «bilgun», который означал «мудрый». Либо имеют отношение к тюркскому роду Ашина.

## Правители из рода Асеней
| Иван Асень I         | 1187—1196 | основали Второе Болгарское царство    |
| Пётр IV              | 1186—1197 | основали Второе Болгарское царство    |
| Калоян               | 1197—1207 | младший брат Петра IV и Ивана Асеня I |
| Борил                | 1207—1218 | сын сестры царя Калояна               |
| Иван Асень II        | 1218—1241 | сын Ивана Асеня I                     |
| Коломан I Асень      | 1241—1246 | сын Ивана Асеня II                    |
| Михаил I Асень       | 1246—1256 | сын Ивана Асеня II                    |
| Коломан II Асень     | 1256—1256 | внук Ивана Асеня I                    |
| Мицо Асень           | 1256—1257 | муж дочери Ивана Асеня II             |
| Константин Асень Тих | 1257—1277 | муж внучки Ивана Асеня II             |
| Иван Асень III       | 1279—1280 | внук Ивана Асеня II, сын Мицо Асеня   |

Примечание: строго говоря, Мицо Асень и Константин Асень Тих не являются представителями династии Асеней, так как не были связаны кровным родством с братьями Асенями. Мицо Асень взял имя Асень при восшествии на престол, поскольку он был женат на Марии, дочери Ивана Асеня II. Константин Асень Тих также взял имя Асень при коронации, чтобы подчеркнуть, что он женат на внучке царя Ивана Асеня II.
Впоследствии цари Болгарии часто подчёркивали свою преемственность (иногда мнимую) с династией Асеней. Часть династии Шишманов (начиная с царя Ивана Александра) также является потомками Асеней (через одну из дочерей Ивана Асеня II).